# Hyperolius tanneri
Hyperolius tanneri är en groddjursart som beskrevs av Schiøtz 1982. Hyperolius tanneri ingår i släktet Hyperolius och familjen gräsgrodor. IUCN kategoriserar arten globalt som starkt hotad. Inga underarter finns listade i Catalogue of Life.